# Usbekischer Fußballpokal 2022
Der Usbekische Fußballpokal 2022 war die 30. Saison eines K.-o.-Fußballwettbewerbs in Usbekistan. Das Turnier wurde vom usbekischen Fußballverband organisiert. Der Wettbewerb begann mit der ersten Qualifikationsrunde am 23. März 2022 und endete mit dem Finale am 30. Dezember 2022. Titelverteidiger war Nasaf Karschi.

## Termine
| Runde                  | Datum                               |
| ---------------------- | ----------------------------------- |
| 1. Qualifikationsrunde | 23. März 2022                       |
| 2. Qualifikationsrunde | 25. März 2022                       |
| 3. Qualifikationsrunde | 27. März 2022 28. März 2022         |
| Gruppenphase           | April 2022                          |
| Achtelfinale           | 21. August 2022 bis 25. August 2022 |
| Viertelfinale          | 2. September 2022 3. September 2022 |
| Halbfinale             | 13. Oktober 2022 14. Oktober 2022   |
| Finale                 | 30. Oktober 2022                    |

## 1. Qualifikationsrunde
|               | Ergebnis              |                   |
| ------------- | --------------------- | ----------------- |
| 23. März 2022 |                       |                   |
| Lochin        | 3:1                   | Neftgazmontaj     |
| Lokomotiv BFK | 0:1                   | Do'stlik Oltiariq |
| FK Andijon II | 1:1 n. V. (4:3 i. E.) | Dostlik           |
| Shahrixonchi  | 2:1                   | Chigatoy          |
| Paxtakor-79   | 2:4                   | Unired            |
| Qumqorgon     | 3:0                   | Binokor           |
| Keles         | 0:3                   | Aral              |

## 2. Qualifikationsrunde
|               | Ergebnis |                   |
| ------------- | -------- | ----------------- |
| 25. März 2022 |          |                   |
| Qumqorgon     | 4:3      | Lochin            |
| Unired        | 3:2      | Shahrixonchi      |
| Aral          | 1:2      | FK Andijon II     |
| Denov         | 0:2      | Do'stlik Oltiariq |

## 3. Qualifikationsrunde
|                             | Ergebnis |                   |
| --------------------------- | -------- | ----------------- |
| 27. März 2022 28. März 2022 |          |                   |
| Qumqorgon                   | 0:3      | Do'stlik Oltiariq |
| FK Andijon II               | 1:0      | Unired            |

## Gruppenphase

### Gruppe A

#### Tabelle
| Pl. | Verein              | Sp. | S | U | N | Tore    | Diff. | Punkte |
| --- | ------------------- | --- | - | - | - | ------- | ----- | ------ |
| 1.  | Navbahor Namangan   | 3   | 3 | 0 | 0 | 005:000 | +5    | 09     |
| 2.  | Qizilqum Zarafshon  | 3   | 1 | 1 | 1 | 001:200 | −1    | 04     |
| 3.  | FK Neftchi Fargʻona | 3   | 1 | 0 | 2 | 002:300 | −1    | 03     |
| 4.  | FK Dinamo Samarkand | 3   | 0 | 1 | 2 | 000:300 | −3    | 01     |

#### Spiele
|                     | Ergebnis |                     |
| ------------------- | -------- | ------------------- |
| 6. April 2022       |          |                     |
| Qizilqum Zarafshon  | 0:2      | Navbahor Namangan   |
| FK Dinamo Samarkand | 0:2      | FK Neftchi Fargʻona |
| 12. April 2022      |          |                     |
| Navbahor Namangan   | 1:0      | FK Dinamo Samarkand |
| 13. April 2022      |          |                     |
| FK Neftchi Fargʻona | 0:1      | Qizilqum Zarafshon  |
| 18. April 2022      |          |                     |
| Navbahor Namangan   | 2:0      | FK Neftchi Fargʻona |
| Qizilqum Zarafshon  | 0:0      | FK Dinamo Samarkand |

### Gruppe B

#### Tabelle
| Pl. | Verein              | Sp. | S | U | N | Tore    | Diff. | Punkte |
| --- | ------------------- | --- | - | - | - | ------- | ----- | ------ |
| 1.  | FK Olmaliq          | 3   | 2 | 1 | 0 | 008:200 | +6    | 07     |
| 2.  | Lokomotiv Taschkent | 3   | 1 | 2 | 0 | 005:400 | +1    | 05     |
| 3.  | FK Zomin            | 3   | 1 | 1 | 1 | 006:700 | −1    | 04     |
| 4.  | Xorazm Urganch      | 3   | 0 | 0 | 3 | 002:800 | −6    | 0      |

#### Spiele
|                     | Ergebnis |                     |
| ------------------- | -------- | ------------------- |
| 7. April 2022       |          |                     |
| FK Zomin            | 3:1      | Xorazm Urganch      |
| FK Olmaliq          | 1:1      | Lokomotiv Taschkent |
| 12. April 2022      |          |                     |
| Lokomotiv Taschkent | 2:2      | FK Zomin            |
| 13. April 2022      |          |                     |
| Xorazm Urganch      | 0:3      | FK Olmaliq          |
| 19. April 202       |          |                     |
| FK Olmaliq          | 4:1      | FK Zomin            |
| Lokomotiv Taschkent | 2:1      | Xorazm Urganch      |

### Gruppe C

#### Tabelle
| Pl. | Verein             | Sp. | S | U | N | Tore    | Diff. | Punkte |
| --- | ------------------ | --- | - | - | - | ------- | ----- | ------ |
| 1.  | Qoʻqon 1912        | 3   | 3 | 0 | 0 | 012:100 | +11   | 09     |
| 2.  | FK Mashʼal Muborak | 3   | 1 | 1 | 1 | 003:500 | −2    | 04     |
| 3.  | FC G'ijduvon       | 3   | 0 | 2 | 1 | 001:500 | −4    | 02     |
| 4.  | Do'stlik Oltiariq  | 3   | 0 | 1 | 2 | 003:800 | −5    | 01     |

#### Spiele
|                    | Ergebnis |                    |
| ------------------ | -------- | ------------------ |
| 8. April 2022      |          |                    |
| FC G'ijduvon       | 0:4      | Qoʻqon 1912        |
| Do'stlik Oltiariq  | 1:3      | FK Mashʼal Muborak |
| 13. April 2022     |          |                    |
| FK Mashʼal Muborak | 0:0      | FC G'ijduvon       |
| 15. April 2022     |          |                    |
| Qoʻqon 1912        | 4:1      | Do'stlik Oltiariq  |
| 20. April 2022     |          |                    |
| Qoʻqon 1912        | 4:0      | FK Mashʼal Muborak |
| FC G'ijduvon       | 1:1      | Do'stlik Oltiariq  |

### Gruppe D

#### Tabelle
| Pl. | Verein                | Sp. | S | U | N | Tore    | Diff. | Punkte |
| --- | --------------------- | --- | - | - | - | ------- | ----- | ------ |
| 1.  | FK Soʻgʻdiyona Jizzax | 3   | 2 | 1 | 0 | 007:100 | +6    | 07     |
| 2.  | FK Andijon            | 3   | 1 | 1 | 1 | 004:500 | −1    | 04     |
| 3.  | Aral Samali Nókis     | 3   | 1 | 0 | 2 | 003:400 | −1    | 03     |
| 4.  | FC Yangiyer           | 3   | 1 | 0 | 2 | 004:800 | −4    | 03     |

#### Spiele
|                       | Ergebnis |                       |
| --------------------- | -------- | --------------------- |
| 8. April 2022         |          |                       |
| FK Soʻgʻdiyona Jizzax | 1:0      | Aral Samali Nókis     |
| FC Yangiyer           | 1:3      | FK Andijon            |
| 14. April 2022        |          |                       |
| FK Andijon            | 1:1      | FK Soʻgʻdiyona Jizzax |
| Aral Samali Nóki      | 0:3      | FC Yangiyer           |
| 20. April 2022        |          |                       |
| FK Soʻgʻdiyona Jizzax | 5:0      | FC Yangiyer           |
| Aral Samali Nóki      | 2:0      | FK Andijon            |

### Gruppe E

#### Tabelle
| Pl. | Verein              | Sp. | S | U | N | Tore    | Diff. | Punkte |
| --- | ------------------- | --- | - | - | - | ------- | ----- | ------ |
| 1.  | FK Turon Yaypan     | 3   | 2 | 0 | 1 | 006:600 | ±0    | 06     |
| 2.  | FK Olympic Tashkent | 3   | 1 | 1 | 1 | 006:300 | +3    | 04     |
| 3.  | FK Shoʻrtan Guzar   | 3   | 1 | 1 | 1 | 005:500 | ±0    | 04     |
| 4.  | FK Andijon II       | 3   | 1 | 0 | 2 | 001:400 | −3    | 03     |

#### Spiele
|                     | Ergebnis |                     |
| ------------------- | -------- | ------------------- |
| 9. April 2022       |          |                     |
| FK Turon Yaypan     | 4:1      | FK Shoʻrtan Guzar   |
| FK Andijon II       | 1:0      | FK Olympic Tashkent |
| 14. April 2022      |          |                     |
| FK Olympic Tashkent | 5:1      | FK Turon Yaypan     |
| 15. April 2022      |          |                     |
| FK Shoʻrtan Guzar   | 3:0      | FK Andijon II       |
| 21. April 2022      |          |                     |
| FK Turon Yaypan     | 1:0      | FK Andijon II       |
| FK Shoʻrtan Guzar   | 1:1      | FK Olympic Tashkent |

### Gruppe F

#### Tabelle
| Pl. | Verein              | Sp. | S | U | N | Tore    | Diff. | Punkte |
| --- | ------------------- | --- | - | - | - | ------- | ----- | ------ |
| 1.  | Bunyodkor Taschkent | 3   | 2 | 1 | 0 | 009:200 | +7    | 07     |
| 2.  | Metallurg Bekobod   | 3   | 1 | 1 | 1 | 004:500 | −1    | 04     |
| 3.  | Surkhon Termez      | 3   | 1 | 1 | 1 | 002:100 | +1    | 04     |
| 4.  | FK Buxoro           | 3   | 0 | 1 | 2 | 001:800 | −7    | 01     |

#### Spiele
|                     | Ergebnis |                     |
| ------------------- | -------- | ------------------- |
| 9. April 2022       |          |                     |
| Metallurg Bekobod   | 2:4      | Bunyodkor Taschkent |
| Surkhon Termez      | 2:0      | FK Buxoro           |
| 14. April 2022      |          |                     |
| FK Buxoro           | 1:1      | Metallurg Bekobod   |
| 15. April 2022      |          |                     |
| Bunyodkor Taschkent | 0:0      | Surkhon Termez      |
| 21. April 2022      |          |                     |
| Bunyodkor Taschkent | 5:0      | FK Buxoro           |
| Metallurg Bekobod   | 1:0      | Surkhon Termez      |

#### Tabelle der besten Drittplatzierten
| Rang | Gruppe | Mannschaft          | Tore | Pkt |
| ---- | ------ | ------------------- | ---- | --- |
| 1.   | F      | Surkhon Termez      | 2:1  | 4   |
| 2.   | E      | FK Shoʻrtan Guzar   | 5:5  | 4   |
| 3.   | B      | FK Zomin            | 6:7  | 4   |
| 4.   | D      | Aral Samali Nókis   | 3:4  | 3   |
| 5.   | A      | FK Neftchi Fargʻona | 2:3  | 3   |
| 6.   | C      | FC G'ijduvon        | 1:5  | 2   |

## Achtelfinale
|                       | Ergebnis              |                     |
| --------------------- | --------------------- | ------------------- |
| 21. August 2022       |                       |                     |
| Bunyodkor Taschkent   | 2:2 n. V. (4:5 i. E.) | Lokomotiv Taschkent |
| 22. August 2022       |                       |                     |
| FK Andijon            | 3:2                   | FK Turon Yaypan     |
| 23. August 2022       |                       |                     |
| Paxtakor Taschkent    | 5:0                   | FK Shoʻrtan Guzar   |
| FK Olympic Tashkent   | 0:1                   | Navbahor Namangan   |
| Surkhon Termez        | 1:2                   | Nasaf Karschi       |
| 24. August 2022       |                       |                     |
| FK Soʻgʻdiyona Jizzax | 5:2                   | FK Mashʼal Muborak  |
| Qizilqum Zarafshon    | 2:1                   | Qoʻqon 1912         |
| 25. August 2022       |                       |                     |
| FK Olmaliq            | 3:1                   | Metallurg Bekobod   |

## Viertelfinale
|                       | Ergebnis              |                     |
| --------------------- | --------------------- | ------------------- |
| 2. September 2022     |                       |                     |
| FK Soʻgʻdiyona Jizzax | 1:1 n. V. (4:3 i. E.) | Qizilqum Zarafshon  |
| Navbahor Namangan     | 2:1                   | Paxtakor Taschkent  |
| 3. September 2022     |                       |                     |
| FK Andijon            | 0:2                   | FK Olmaliq          |
| Nasaf Karschi         | 1:0                   | Lokomotiv Taschkent |

## Halbfinale
|                   | Ergebnis              |                       |
| ----------------- | --------------------- | --------------------- |
| 13. Oktober 2022  |                       |                       |
| Nasaf Karschi     | 2:1                   | FK Olmaliq            |
| 14. Oktober 2022  |                       |                       |
| Navbahor Namangan | 0:0 n. V. (3:1 i. E.) | FK Soʻgʻdiyona Jizzax |

## Finale
|                   | Ergebnis  |               |
| ----------------- | --------- | ------------- |
| 13. Oktober 2022  |           |               |
| Navbahor Namangan | 1:2 n. V. | Nasaf Karschi |